# Шахин, Муаммер
Муаммер Шахин (род. 2 мая 1994 года) — турецкий тяжелоатлет, призёр чемпионата Европы 2019 года. Бронзовый призёр чемпионата мира среди юниоров 2013 года.

## Карьера
В 2011 году турецкий спортсмен выступил на юношеском чемпионате мира, где занял 11-е место. В этом же году на чемпионате Европы среди юношей был седьмым. Выступал в категории до 56 кг.
В категории до 56 кг, в 2013 году, на чемпионате мира среди юниоров занял третье место и получил бронзовую медаль. Сумма в двоеборье составила 233 кг.
В 2017 году на взрослом чемпионате Европы занял итоговое 4-е место, установив результат в двоеборье 236 кг.
В 2018 году принял участие в чемпионате мира в Ашхабаде. Выступал в новой весовой категории до 55 кг. В результате стал 8-м, с весом на штанге по сумме двух упражнений — 235 кг.
На чемпионате Европы 2019 года, в Батуми, Муаммер по сумме двух упражнений стал бронзовым призёром, сумев зафиксировать результат 247 кг. В упражнении рывок он завоевал малую серебряную медаль (112 кг), а вот в упражнении толчок завоевал малую бронзовую медаль, продемонстрировав результат на штанге 135 кг.
В апреле 2021 года на чемпионате Европы в Москве, в весовой категории до 55 кг, Муаммер занял итоговое четвёртое место с результатом 242 килограмма. В упражнении «рывок» он сумел завоевать малую серебряную медаль с результатом 112 кг.
В декабре 2021 года принял участие в чемпионате мира, который состоялся в Ташкенте. В весовой категории до 55 килограммов, Муаммер по сумме двух упражнений с весом 243 кг стал шестым. В упражнении рывок он завоевал малую бронзовую медаль (116 кг).
В Ереване, на чемпионате Европы 2023 года, в категории до 55 кг, турок стал четвёртым с результатом 242 кг. В упражнении рывок с результатом 112 кг завоевал малую серебряную медаль.
В феврале 2024 года на чемпионате Европы в Софии Муаммер завоевал золотую медаль в упражнении рывок, показав результат 112 кг. По итогам двух упражнений он стал пятым.

## Достижения
Чемпионат Европы
| Результат | Вес      | Год  | Место соревнований | Рывок | Толчок | Общий вес |
| Бронза    | до 55 кг | 2019 | Батуми, Грузия     | 112,0 | 135,0  | 247,0     |